# Вальдеолеа
Вальдеолеа (ісп. Valdeolea) — муніципалітет в Іспанії, у складі автономної спільноти Кантабрія. Населення — 1216 осіб (2009).
Муніципалітет розташований на відстані близько 280 км на північ від Мадрида, 70 км на південний захід від Сантандера.
На території муніципалітету розташовані такі населені пункти: Барріопаласіо, Берседо, Камеса, Кастрільйо-дель-Айя, Куена, Ель-Айя, Лас-Енестросас-де-лас-Кінтанільяс, Ойос, Ла-Лома, Мата-де-Ос, Матапоркера (адміністративний центр), Матаррепудіо, Олеа, Ла-Кінтана, Лас-Кінтанільяс, Ребольєдо, Рейносілья, Сан-Мартін-де-Ойос, Санта-Олалья.

## Демографія
Динаміка населення (INE ):

## Галерея зображень

Розташування муніципалітету